# Star Trek: Picard
Star Trek: Picard is een Amerikaanse televisieserie in de reeks van Star Trek, geschreven en geproduceerd door Alex Kurtzman en Michael Chabon voor CBS.

## Plot
De serie bevindt zich chronologisch gezien twintig jaar na de film Nemesis uit 2002. De vernietiging van de planeet Romulus van het Romulaanse Rijk in 2387, zoals vermeld in de film Star Trek, speelt een grote rol in deze serie. Picard leidde de missie die de Romulanen van Romulus moest redden. Er vond echter een tragedie plaats, waardoor hij stopte bij Starfleet en zich terugtrok in zijn wijngaard.
Seizoen 1De Romulanen maken jacht op androïden, waaronder Dahj. Ze zoekt hulp bij Picard.
Seizoen 2Q stuurt Picard en zijn companen naar een alternatieve realiteit waarin de Federatie een totalitaire regime is.
Seizoen 3Dr. Beverly Crusher roept de hulp in van Picard. Voormalige leden van zijn staf op de Enterprise-D komen hem te hulp op zijn missie.

## Cast
In juli 2019 bleek uit de officiële trailer dat, naast het hoofdpersonage Jean-Luc Picard (Patrick Stewart), ook enkele andere voormalige Star Trek-acteurs hun rollen opnieuw zouden opnemen. Verder wordt de cast aangevuld door een aantal nieuwe personages.

### Personages
- Patrick Stewart als Jean-Luc Picard (seizoen 1, 2 en 3)
- Santiago Cabrera als Cristobal "Chris" Rios (seizoen 1 en 2)
- Michelle Hurd als Raffi Musiker (seizoen 1, 2 en 3)
- Evan Evagora als Elnor (seizoen 1 en 2)
- Alison Pill als Dr. Agnes Jurati (seizoen 1 en 2)
- Harry Treadaway als Narek (seizoen 1)
- Isa Briones als Dahj, Soji Asha en Sutra (seizoen 1 en 2)
- Rebecca Wisocky als Ramdha (seizoen 1)
- Brent Spiner als Data, Dr. Altan Inigo Soong en Lore (seizoen 1, 2 en 3)
- Jeri Ryan als Seven of Nine (seizoen 1, 2 en 3)
- Jonathan Del Arco als Hugh (seizoen 1)
- Mason Gooding als Gabriel Hwang (seizoen 1)
- Jonathan Frakes als William T. Riker (seizoen 1 en 3)
- John de Lancie als Q (seizoen 2)
- Whoopi Goldberg als Guinan (seizoen 2)
- Annie Wersching als Borg Queen (seizoen 2)
- Marina Sirtis als Deanna Troi (seizoen 1 en 3)
- Gates McFadden als Beverly Crusher (seizoen 3)
- Ed Speleers als Jack Crusher (seizoen 3)
- Amanda Plummer als Vadic (seizoen 3)
- LeVar Burton als Geordi La Forge (seizoen 3)
- Michael Dorn als Worf (seizoen 3)
- Daniel Davis als James Moriarty (seizoen 3)
- Tim Russ als Tuvok en een Founder (seizoen 3)